# Arthur Ligy
Arthur Liévin Joseph Ligy (Ieper, 3 september 1854 - Gent, 20 oktober 1937) was een Belgisch volksvertegenwoordiger en senator.

## Levensloop
Ligy was een zoon van Nicolas Ligy en Emerence Degels. Hij trouwde met Léonie Wellens (1851-1951). Ze hadden een zoon, Louis Ligy (1900-1976), die ongehuwd bleef.
Arthur Ligy behaalde in 1874-1876 aan de Rijksuniversiteit Gent de diploma's van doctor in de rechten, kandidaat notaris en doctor in de politieke en administratieve wetenschappen. Hij vestigde zich als advocaat in Gent en werd er lid van de Raad van de Orde en stafhouder (1898-1905 en 1914-16).
In 1892 werd hij verkozen tot katholiek volksvertegenwoordiger voor het arrondissement Gent en vervulde dit mandaat tot in 1900. Hij werd provinciaal senator voor Oost-Vlaanderen van 1913 tot 1921 en ten slotte werd hij nog gecoöpteerd senator van 1921 tot 1936. Hij was ook gemeenteraadslid van Gent (1895-1903). Hij was bestuurslid bij de Boy Scouts Gantois.
Ligy was ook actief in de Gentse Burgerwacht. Hij was er achtereenvolgens:
- onderluitenant (1878-1883),
- kapitein (1883-1894),
- majoor (1894-1905),
- generaal (1905-1913).

In 1930 verkreeg hij opname in de Belgische adel. Jonkheer Ligy nam als wapenspreuk Adimplendo indefessus of Onvermoeibaar tot stand brengen.